# Табигат
Табига́т (каз. Табиғат, до 2018 г. — Подле́сное) — село в Аккольском районе Акмолинской области Казахстана. Входит в состав Енбекского сельского округа. Код КАТО — 113253400.

## География
Село расположено в южной части района, на расстоянии примерно 18 километров (по прямой) к юго-западу от административного центра района — города Акколь, в 12 километрах к западу от административного центра сельского округа — села Енбек.
Абсолютная высота — 375 метров над уровнем моря.
Ближайшие населённые пункты: село Енбек — на востоке.

## Население
В 1989 году население села составляло 487 человек (из них русские — 48 %, казахи — 23 %).
В 1999 году население села составляло 245 человек (132 мужчины и 113 женщин). По данным переписи 2009 года в селе проживало 95 человек (43 мужчины и 52 женщины).
| Численность населения | Численность населения | Численность населения |
| 1989                  | 1999                  | 2009                  |
| --------------------- | --------------------- | --------------------- |
| 487                   | ↘245                  | ↘95                   |

## Улицы[6]
- ул. Енбек